# Université nationale de Hankyong
L'université nationale de Hankyong (en hangul : 한경대학교) est une université nationale de Corée du Sud située à Anseong dans le Gyeonggi. 